# Massive Attack (singolo)
Massive Attack è il singolo di debutto della rapper trinidadiana Nicki Minaj.
Il brano, cantato in duetto con Sean Garrett, è uscito come singolo il 13 aprile 2010, mentre il video è stato reso disponibile il 31 marzo dello stesso anno.
Il brano non ha avuto il successo sperato ed è stato considerato un flop, ma Nicki Minaj riesce a risollevare il suo successo con i successivi singoli, a partire da Your Love.

## Classifica
| Classifica (2010) | Posizione massima |
| ----------------- | ----------------- |
| Stati Uniti (R&B) | 65                |